# 媒体源扩展
媒体源扩展（Media Source Extensions，缩写MSE）是一项W3C规范，它允许JavaScript将位元流发送至网页浏览器中支持HTML5视频的编解码器。除上述用途外，它还使客户端可以完全在JavaScript中预取和缓冲流媒体的代码。它与加密媒体扩展（EME）兼容，但不应混淆，两者也并非需同时使用。
Netflix于2014年6月宣布实验性支持在OS X Yosemite beta版本的Safari上使用MSE回放。

## 浏览器支持
- Firefox于2015年11月3日的42.0起支持所有网站使用MSE。[3]
- Google Chrome自2013年初开始支持，Android上也有支持。
- Internet Explorer自Windows 8.1上的11版开始支持。 （2013年10月）[4]
- Microsoft Edge自2015年11月推出起支持。[5]
- Opera自2015年6月9日起支持。[6]
- Pale Moon自2016年11月22日起支持，版本27.0。[7]
- Safari 8（OS X上）支持。